# Creobroter labuanae
Creobroter labuanae är en bönsyrseart som beskrevs av Morgan Hebard 1920. Creobroter labuanae ingår i släktet Creobroter och familjen Hymenopodidae. Inga underarter finns listade i Catalogue of Life.